# Oscar Mattsson
Oscar Emanuel Mattsson (i riksdagen kallad Mattsson i Näsinge), född 1 mars 1896 i Näsinge församling, död 8 juli 1981 i Strömstad, var en svensk poststationsföreståndare och riksdagspolitiker (socialdemokrat).
Mattsson var ledamot av riksdagens första kammare från 1942 i Göteborgs och Bohus läns valkrets.